# Теорія екологічних систем
Теорія екологічних систем — це широкий термін, який використовується для відображення теоретичних внесків психолога розвитку Урі Бронфенбреннера. Бронфенбреннер розробив основи теорії упродовж своєї кар'єри, опублікував важливе положення теорії в American Psychologist, сформулював її в ряді пропозицій і гіпотез у своїй найбільш цитованій книзі «Екологія людського розвитку» і далі, розвиваючи його в «Біоекологічній моделі розвитку людини» та пізніших працях. Основним внеском теорії екологічних систем було системне вивчення контекстуальної мінливості процесів розвитку. У міру розвитку теорії все більше уваги приділялося ролі особистості, що розвивається, як активного учасника розвитку та розумінню процесу розвитку, а не «соціальних адрес» (наприклад, стать, етнічна приналежність) як механізмів пояснення.

## Огляд
Теорія екологічних систем описує науковий підхід до вивчення тривалості життя, який наголошує на взаємозв'язку різних процесів розвитку (наприклад, когнітивних, соціальних, біологічних). Він характеризується акцентом на натуралістичних і квазі-експериментальних дослідженнях, хоча кілька важливих досліджень, що використовують цю структуру, використовують експериментальну методологію. Хоча процеси розвитку вважаються універсальними, вважається, що вони (а) демонструють контекстуальну мінливість у своїй ймовірності виникнення, (б) відбуваються в різних сузір'ях у різних умовах і (в) по-різному впливають на різних людей. Через цю мінливість науковці, які працюють у цій структурі, використовують індивідуальну та контекстну мінливість, щоб забезпечити розуміння цих універсальних процесів.
Основи теорії екологічних систем можна побачити впродовж кар'єри Бронфенбреннера. Наприклад, у 1950-х роках він проаналізував історичні та соціально-класові варіації у батьківських практиках, у 1960-х він написав аналіз гендерних відмінностей, зосереджуючись на різних культурних значеннях однакових батьківських практик для хлопчиків і дівчаток, і у 1970-х роках він порівнював виховання дітей у США та СРСР, зосереджуючи увагу на тому, як культурні відмінності у відповідності цінностей між соціальними інститутами змінюють вплив батьків.
Формальний розвиток теорії екологічних систем проходив у три основні етапи. Основне положення цієї теорії було опубліковано в American Psychologist. Бронфенбреннер критикував сучасні на той час методи вивчення дітей у лабораторіях як такі, що надають обмежене вікно розвитку, називаючи це «наукою про дивну поведінку дітей у дивних ситуаціях з незнайомими дорослими протягом найкоротших можливих періодів часу» (с. 513) і називаючи для більш «екологічно обґрунтованих» досліджень розвитку особин у їх природному середовищі. Наприклад, він стверджував, що лабораторні дослідження дітей дали зрозуміти їхню поведінку в незнайомій («дивній») обстановці, яка мала можливість узагальнити їхню поведінку в більш звичному середовищі, такому як дім чи школа. Екологія людського розвитку сформулював низку визначень, положень і гіпотез, які можна було б використати для вивчення людського розвитку. У цій роботі класифіковано процеси розвитку, починаючи з генетичних та особистих характеристик, хоча проксимальних впливів, з якими людина, що розвивається, безпосередньо взаємодіяла (наприклад, соціальні стосунки), до таких впливів, як робота батьків, урядова політика чи системи культурних цінностей, які впливали на неї опосередковано. У міру розвитку теорії все більше уваги приділялося ролі особистості, що розвивається, як активного суб'єкта розвитку та розумінню процесу розвитку, а не «соціальних адрес» (наприклад, стать, етнічна приналежність) як механізмів пояснення. Остаточна форма теорії, розроблена спільно зі Стівеном Сесі, отримала назву «Біоекологічна модель розвитку людини» і розглядає критику, що попередні твердження теорії недооцінюють індивідуальні відмінності та ефективність. Процеси розвитку розглядалися як спільні ніші, які були законно визначені та підкріплювалися. Через це Бронфенбреннер був рішучим прихильником використання заходів соціальної політики як способу використання науки для покращення добробуту дітей і як важливого наукового інструменту. Ранні приклади застосування теорії екологічних систем очевидні в Head Start.

## П'ять систем

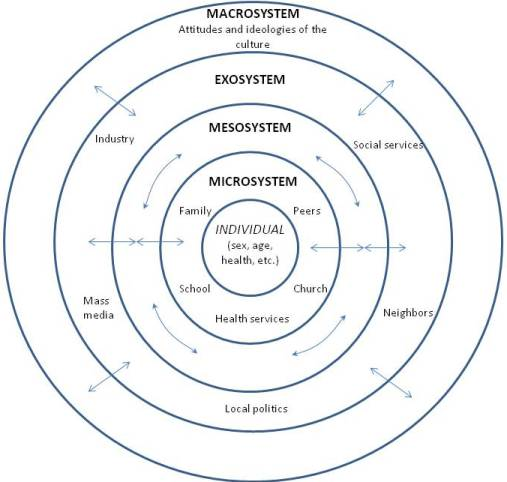
Теорія екологічних систем Бронфенбреннера

- Мікросистема: відноситься до установ і груп, які найбільш безпосередньо і безпосередньо впливають на розвиток дитини, включаючи: сім'ю, школу, братів і сестер, сусідство та однолітків.
- Мезосистема: складається із взаємозв'язків між мікросистемами, наприклад, між сім'єю та вчителями або між однолітками дитини та сім'єю.
- Екзосистема: включає зв'язки між соціальними середовищами, які не залучають дитину. Наприклад, на досвід дитини вдома може вплинути досвід її батьків на роботі. Батько може отримати підвищення, яке вимагає більше поїздок, що, у свою чергу, посилює конфлікт з іншим батьком, що призводить до змін у їхніх моделях взаємодії з дитиною.
- Макросистема: описує загальну культуру, яка впливає на дитину, що розвивається, а також мікросистеми та мезосистеми, вбудовані в ці культури. Культурний контекст може відрізнятися залежно від географічного положення, соціально-економічного статусу, бідності та етнічної приналежності. Члени культурної групи часто мають спільну ідентичність, спадщину та цінності. Макросистеми розвиваються з часом і від покоління до покоління[14]
- Хроносистема: складається з моделі екологічних подій і переходів протягом життя, а також змінних соціально-історичних обставин. Наприклад, дослідники виявили, що негативний вплив розлучення на дітей часто досягає максимуму в перший рік після розлучення. Через два роки після розлучення сімейні стосунки менш хаотичні та більш стабільні. Прикладом зміни соціально-історичних обставин є збільшення можливостей для жінок робити кар'єру протягом останніх тридцяти років.[15]

Пізніша робота Бронфенбреннера також розглядала роль біології в цій моделі; тому цю теорію іноді називають біоекологічною моделлю.
Відповідно до цієї теоретичної конструкції кожна система містить ролі, норми та правила, які можуть формувати психологічний розвиток. Наприклад, сім'я в центрі міста стикається з багатьма проблемами, яких не має заможна сім'я в закритому районі, і навпаки. Міська сім'я частіше зазнає екологічних труднощів, таких як злочинність і бідність. З іншого боку, захищеній сім'ї, швидше за все, не вистачає піклування з боку великої родини.
З моменту публікації в 1979 році основна заява Бронфенбреннера про цю теорію «Екологія людського розвитку» мала великий вплив на те, як психологи та інші підходять до вивчення людей та їхнього середовища. У результаті його новаторської роботи в області екології людини ці середовища — від сім'ї до економічних і політичних структур — стали розглядатися як частина життєвого шляху від дитинства до дорослого життя.
Бронфенбреннер визначив радянського психолога розвитку Лева Виготського та психолога німецького походження Курта Левіна як важливий вплив на його теорію.
Робота Бронфенбреннера є одним із основоположних елементів перспективи екологічного консультування, яку підтримували Роберт К. Конайн, Еллен Кук і Програма консультування Університету Цинциннаті.
Існує багато різних теорій, пов'язаних з розвитком людини. Теорія екології людини наголошує на факторах навколишнього середовища як центральних для розвитку.

## Подальше читання
- Urie Bronfenbrenner. (2009). The Ecology of Human Development: Experiments by Nature and Design. Cambridge, Massachusetts: Harvard University Press. ISBN 0-674-22457-4ISBN 0-674-22457-4
- Dede Paquette & John Ryan. (2001). Bronfenbrenner's Ecological Systems Theory
- Woodside, Arch G.; Caldwell, Marylouise; Spurr, Ray (2006). Advancing Ecological Systems Theory in Lifestyle, Leisure, and Travel Research. Journal of Travel Research. 44 (3): 259—272. doi:10.1177/0047287505282945.
- Marlowe E. Trance, Kerstin O. Flores. (2014). « Child and Adolescent Development» Vol. 32. no. 5 9407

Огляд екологічних систем Екологічна основа полегшує організацію інформації про людей та їхнє оточення, щоб зрозуміти їхній взаємозв'язок. Люди проходять через низку життєвих змін, усі з яких потребують підтримки середовища та навичок подолання. Соціальні проблеми, пов'язані зі здоров'ям, сімейними стосунками, недостатнім доходом, проблемами психічного здоров'я, конфліктами з правоохоронними органами, безробіттям, труднощами з навчанням тощо, можна віднести до екологічної моделі, яка дасть змогу практикам оцінити фактори, які стосуються такі проблеми (Hepworth, Rooney, Rooney, Strom-Gottfried, & Larsen, 2010, p. 16). Таким чином, вивчення екологічних контекстів успіху батьківства дітей з обмеженими можливостями є особливо важливим. Використовуючи екологічну структуру Бронфенбреннера (1977, 1979), ця стаття досліджує фактори успіху батьківства на мікро- (тобто практика виховання, стосунки між батьками та дітьми), мезо- (тобто подружні стосунки опікунів, релігійна соціальна підтримка) та макро- системні рівні (тобто культурні відмінності, расові та етнічні відмінності та система надання медичної допомоги) практики.